# Samodzielna Brygada Strzelców Podhalańskich

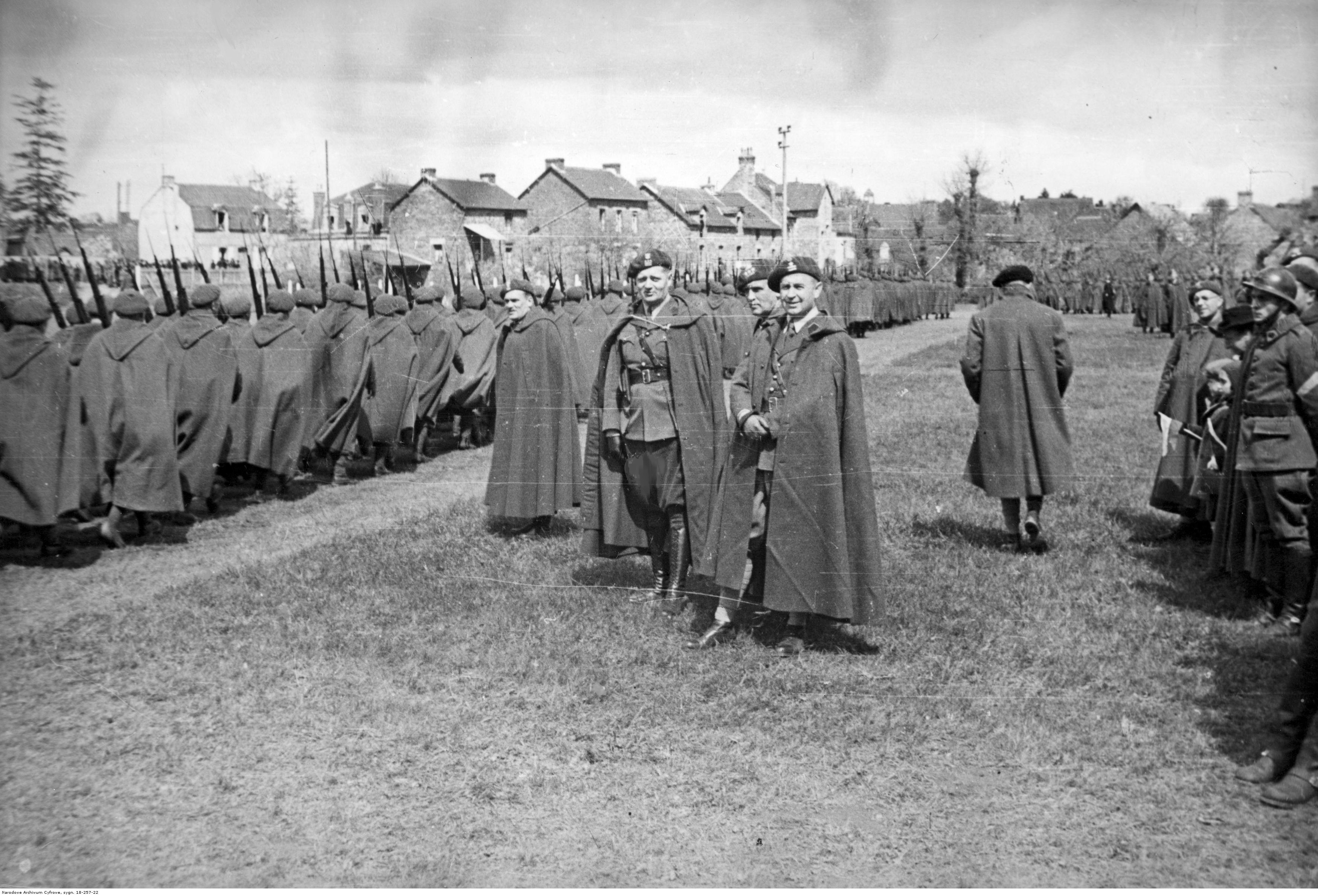
Uroczystość wręczenia sztandaru Sam. Brygadzie Strzelców Podhalańskich - Malestroit, 10 kwietnia 1940 r.

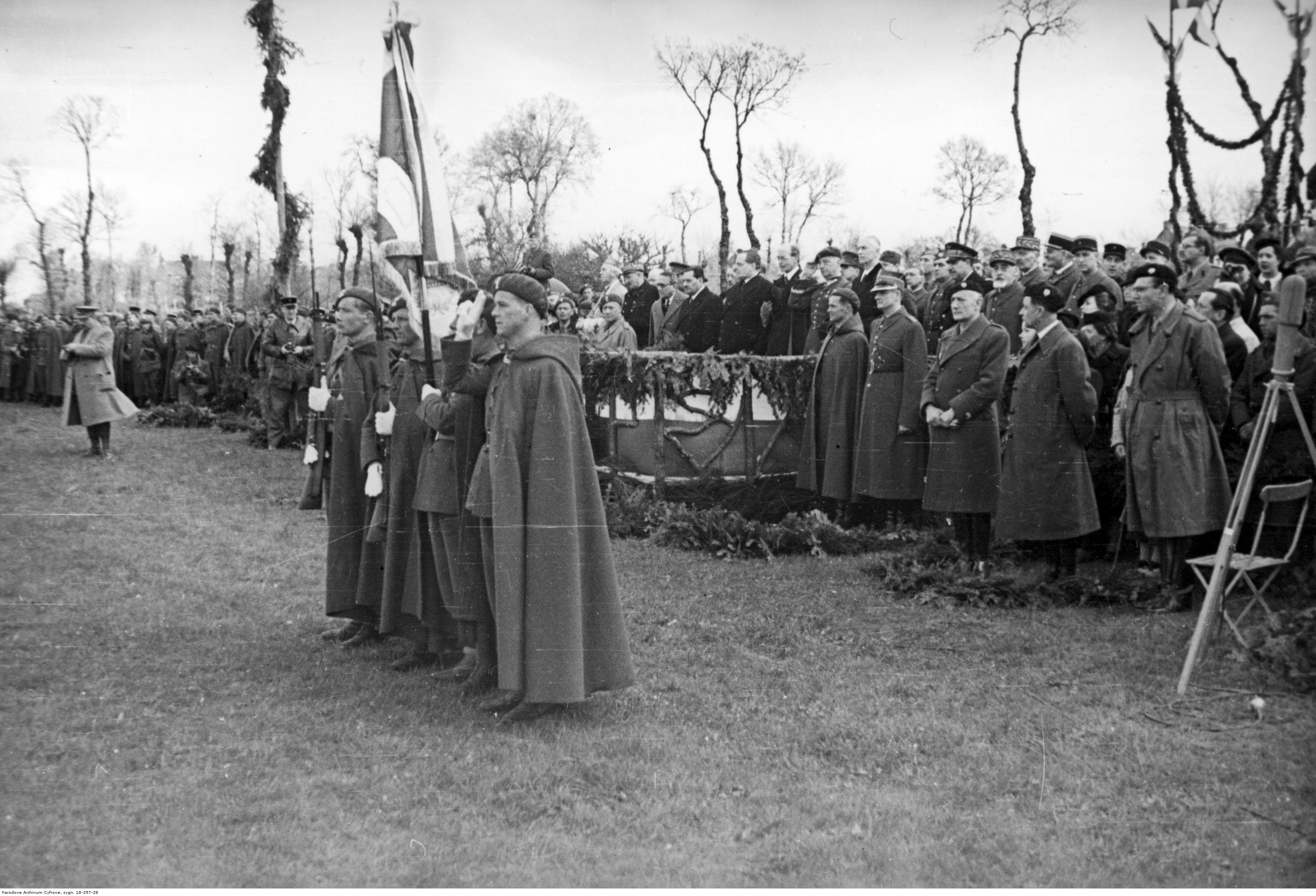
Uroczystość wręczenia sztandaru Brygadzie - poczet sztandarowy

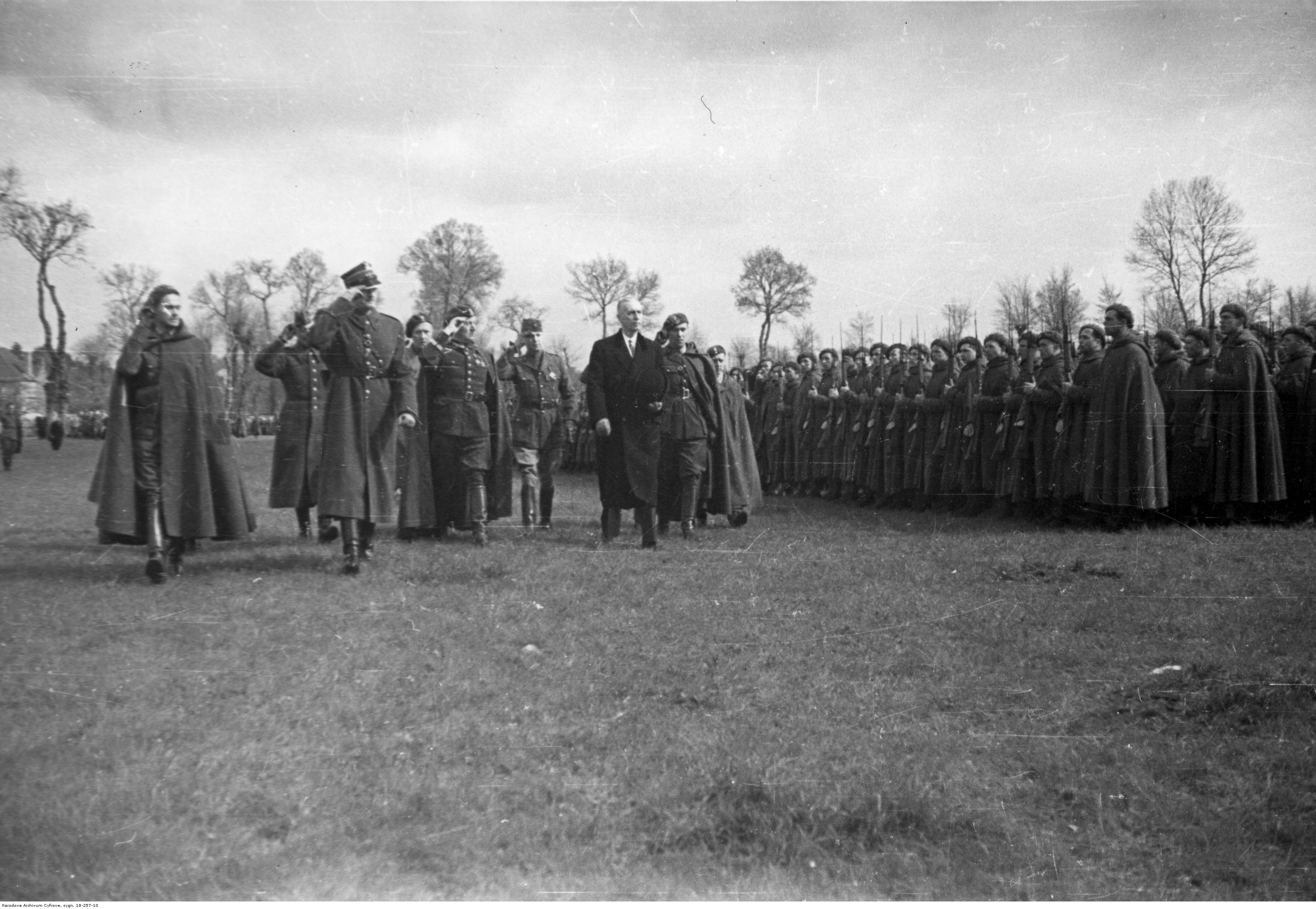
Prezydent RP Władysław Raczkiewicz, premier gen. Władysław Sikorski i płk Zygmunt Bohusz-Szyszko podczas przeglądu pododdziałów - uroczystość wręczenia sztandaru Brygadzie

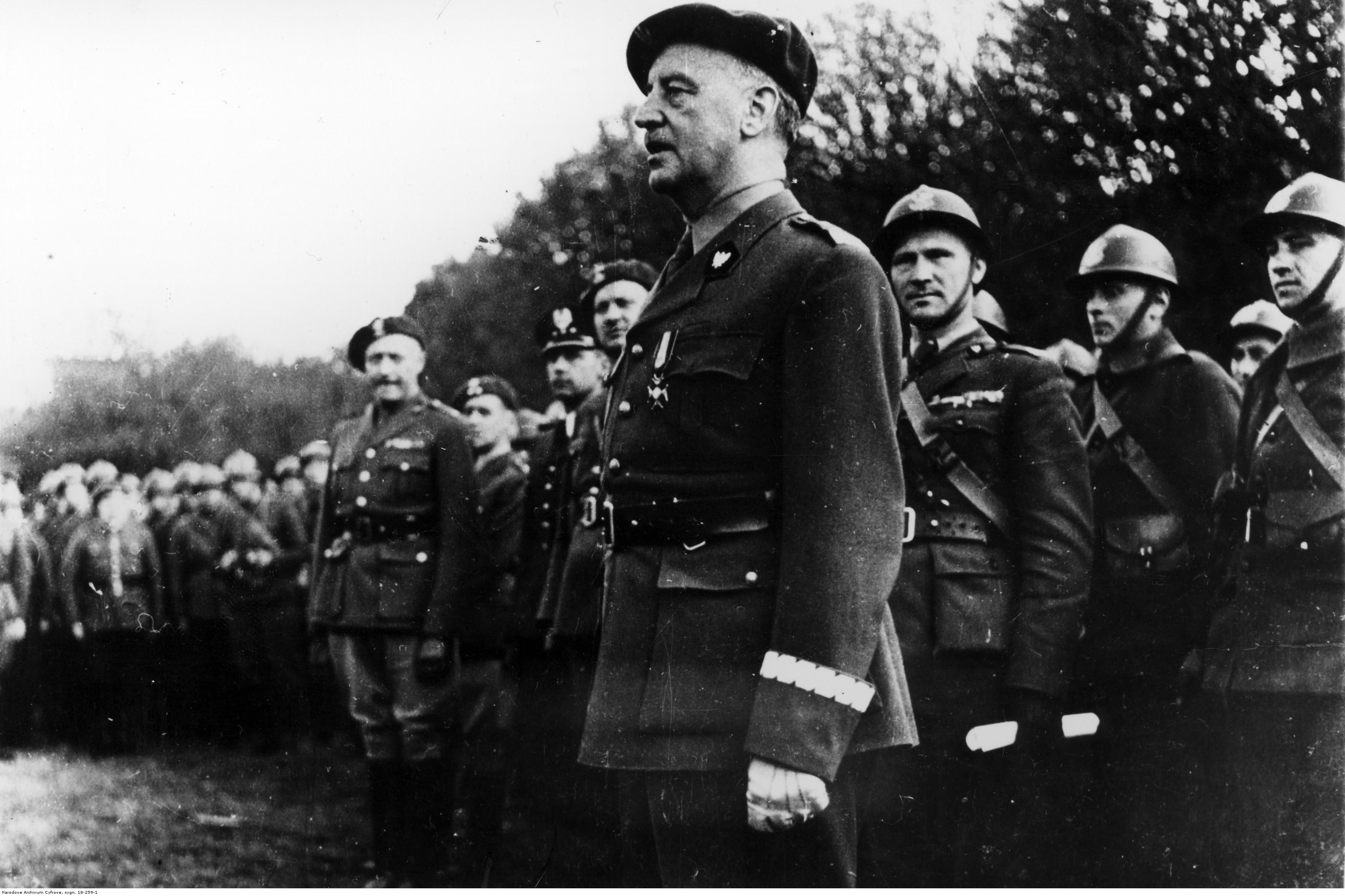
Generał Władysław Sikorski żegna Samodzielną Brygadę Strzelców Podhalańskich przed jej wyjazdem do Norwegii; 21 kwietnia 1940 r.

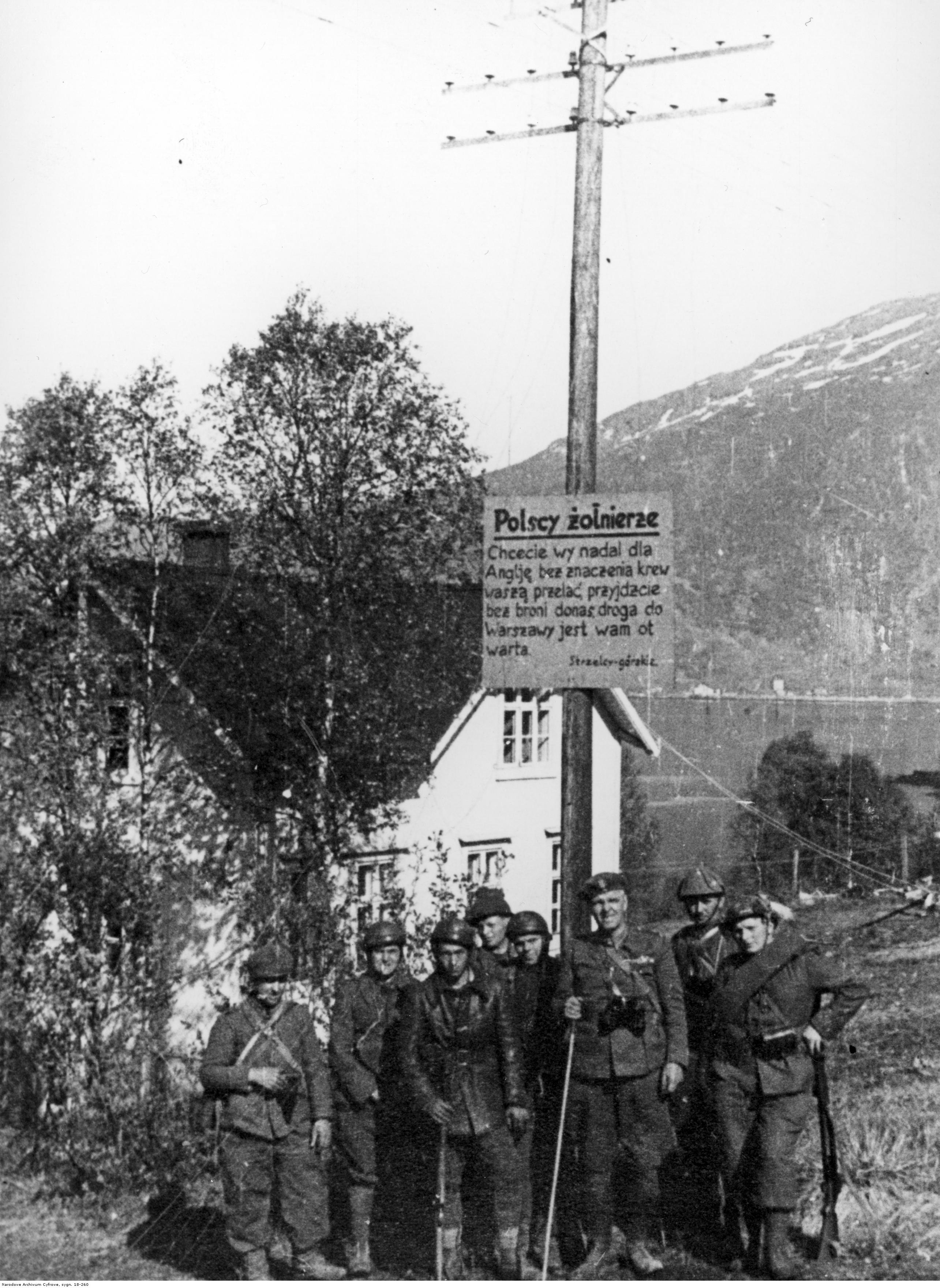
Żołnierze Samodzielnej Brygady Strzelców Podhalańskich w Norwegii - na słupie umieszczony przez Niemców napis z wezwaniem do dezercji

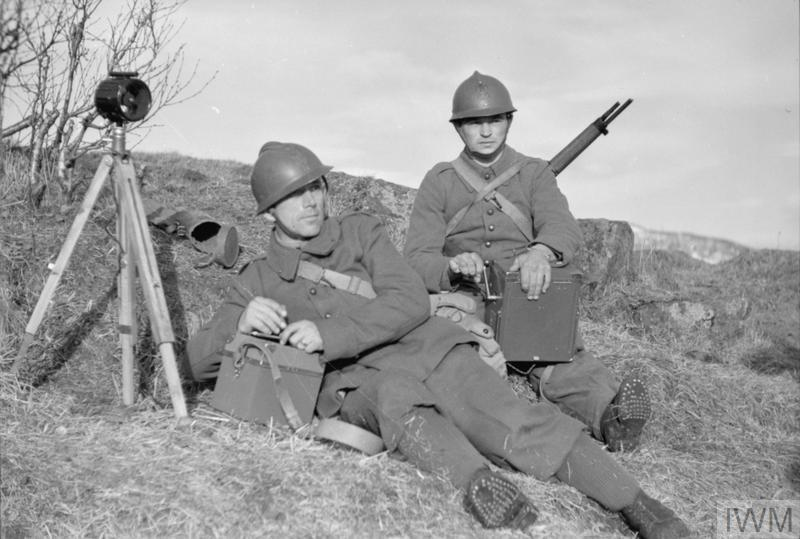
Łącznościowcy Samodzielnej Brygady Strzelców Podhalańskich pracujący na zestawie bezprzewodowym w Borkenes

Samodzielna Brygada Strzelców Podhalańskich (SBSP) – wielka jednostka piechoty Wojska Polskiego we Francji.

## Historia
Utworzona we Francji na podstawie umów międzysojuszniczych z 4 stycznia 1940 roku. Decyzja o jej utworzeniu zapadła na odprawie u Naczelnego Wodza Wojska Polskiego 15 stycznia 1940 roku. Formacja ta miała wejść w skład francuskiego Posiłkowego Korpusu Ekspedycyjnego, który miał wziąć udział w wojnie zimowej po stronie Finlandii. Rozkaz o utworzeniu brygady ukazał się 9 lutego 1940 roku, a skład ostateczny ustalono w dniu 14 lutego 1940 roku; znalazły się w niej trzy bataliony wydzielone z 1 Dywizji Grenadierów oraz jeden z 4 warszawskiego pułku strzelców pieszych i 2 Dywizji Strzelców Pieszych. Zorganizowana na wzór francuskiej brygady strzelców alpejskich (Chasseurs Alpins). Brygada miała składać się z: kompanii sztabowej (cztery plutony: sztabowy, zwiadowców, gospodarczy, sanitarny), kompanii łączności (dwa plutony, w tym jeden francuski), kompanii samochodowej (trzy plutony), dwóch półbrygad [każda w składzie: dowództwo, kompania sztabowa (siedem plutonów: sztabowy, łączności, zwiadowców, pionierów, ciągników, gospodarczy i sanitarny), kompania broni towarzyszącej (pluton dowodzenia, dwa plutony działek przeciwpancernych, drużyna moździerzy – łącznie 6 działek i 2 moździerze) i dwa bataliony strzelców (każdy batalion: dowództwo, pluton dowodzenia, kompania gospodarcza, 3 kompanie strzelców, w każdej kompanii – pluton dowodzenia i 4 plutony strzelców, kompania karabinów maszynowych i broni towarzyszącej w składzie pluton dowodzenia, cztery plutony karabinów maszynowych i pluton broni towarzyszącej – łącznie 16 ckm, 2 działka przeciwpancerne i 2 moździerze)]. Wyposażona w całości w sprzęt francuski zakupiony ze zwrotnych kredytów przyznanych Polsce jeszcze przed wybuchem wojny.
Szeregowi brygady rekrutowali się przede wszystkim spośród przedwojennej emigracji zarobkowej (64% stanu). Wśród żołnierzy znaleźli się również weterani wojny domowej w Hiszpanii, którzy walczyli po stronie republikańskiej. Ostatecznie brygada liczyła: 4778 ludzi: 182 oficerów, 45 aspirantów, 742 podoficerów i starszych strzelców oraz 3809 strzelców.
Początkowo przeznaczona do pomocy Finlandii walczącej przeciw agresji Związku Sowieckiego. Wskutek zaprzestania działań wojennych i zakończenia wojny zimowej wysłana 8 maja 1940 do Norwegii, gdzie wzięła udział w bitwie o Narwik.
Na skutek sytuacji we Francji 8 czerwca wycofana z walk i przetransportowana do Bretanii, gdzie wzięła udział w ciężkich walkach przeciwko przeważającym siłom niemieckim. W ich wyniku brygada uległa rozproszeniu. Części żołnierzy udało się przedostać do Wielkiej Brytanii bezpośrednio lub przez Hiszpanię. Inni zasilili szeregi francuskiego ruchu oporu.
21 lipca 1940 Naczelny Wódz gen. Władysław Sikorski udekorował sztandar Samodzielnej Brygady Strzelców Podhalańskich Orderem Virtuti Militari V klasy.
21 sierpnia 1940 nastąpiło oficjalne rozwiązanie Samodzielnej Brygady Strzelców Podhalańskich, która na terenie Szkocji była popularnie zwana „Polish Brigade Narvik”.
Z żołnierzy, którzy przedostali się do Wielkiej Brytanii, powstał batalion strzelców podhalańskich, który wszedł w skład 1 Dywizji Pancernej. 25 listopada 1940 Naczelny Wódz polecił przechowywać sztandar brygady w batalionie strzelców podhalańskich oraz kontynuować temu pododdziałowi tradycje brygady do czasu jej odtworzenia. Do odtworzenia brygady w składzie Polskich Sił Zbrojnych na Zachodzie nie doszło, a jej sztandar spłonął w sierpniu 1944. Wniosek płk dypl. Władysława Deca o nadaniu 3 Brygadzie Strzelców nazwy „Narwicka Brygada Strzelców Podhalańskich”, nie został uwzględniony. Batalion strzelców podhalańskich rozformowany został w czerwcu 1947.

## Mundur
Żołnierze brygady nosili długie peleryny z kapturem, pochodzące z magazynów francuskich formacji artyleryjskich oraz brezentowe kurtki – półpłaszcze. Nad cholewką trzewika podhalańczycy wywijali białe, narciarskie skarpety, zakrywając częściowo owijacze. Nakryciem głowy były ciemnobrązowe berety francuskich oddziałów fortecznych z orłami wyciśniętymi z gumy.

## Uzbrojenie
- 15 moździerzy 81 mm wz. 27/31,
- 15 moździerzy 60 mm wz. 35,
- 25 działek przeciwpancernych 25 mm wz. 34,
- 68 ciężkich karabinów maszynowych 8 mm Hotchkiss wz. 1914,
- 191 ręcznych karabinów maszynowych 7,5 mm Chautellerault wz. 24/29,
- 163 garłacze, 197 karabinów, 3660 karabinów 7,5 mm MAS 36 oraz 566 pistoletów[6][7].

## Obsada personalna brygady
Obsada personalna brygady
Dowództwo
- dowódca brygady – płk dypl. / gen. bryg. Zygmunt Bohusz-Szyszko
- szef sztabu – ppłk dypl. Wacław Kamionko
- oficer do specjalnych zleceń - mjr dypl. Janusz Iliński
- szef Oddziału II (informacyjno-wywiadowczego) – mjr dypl. Tadeusz Nowiński
- szef Oddziału III (taktyczno-operacyjnego) – mjr dypl. Felicjan Majorkiewicz
  - oficer – kpt. dypl. Zenon Starkiewicz
  - oficer – kpt. dypl. Marian Bronisław Tonn
- dowódca łączności – mjr łącz. Józef Morkowski
- szef służby zdrowia – mjr lek. dr Stefan Pieńczykowski
- szef służby intendentury – kpt. int. z wsw Robert Saxl
- kapelan – ks. st. kpl. Antoni Warakomski

1 Półbrygada
- dowódca – płk dypl. Benedykt Chłusewicz[9]
- szef sztabu – mjr dypl. Fryderyk Langer
- oficer gazowy – por. piech. rez. Edward Brzozowski
- oficer informacyjny – rtm. Stanisław Drzewiński
- lekarz – kpt. lek. dr Tadeusz Adam Pasieczny
- lekarz weterynarii – por. lek. wet. rez. Władysław Ryczkowski
- kapelan – ks. Józef Król
- dowódca kompanii sztabowej – kpt. Albin Nowobilski
- dowódca plutonu łączności – por. łącz. Aleksander Józef Iwańczyk
- zastępca dowódcy plutonu łączności – pchor. łącz. rez. Jan Zakrzewski
- dowódca plutonu saperów – por. sap. Paweł Szynkaruk
- dowódca plutonu zwiadowców motocyklowych - ppor. kaw. rez. Jerzy Łada-Łobarzewski
- dowódca plutonu sanitarnego – ppor. farm. rez. Henryk Kubikowski
- dowódca 1 kompanii broni towarzyszącej – kpt. Antoni Tomaszewski
- dowódca plutonu – ppor. piech. rez. Bolesław Jabłoński
- dowódca plutonu – ppor. piech. rez. Bogusław Dąbrowski

I batalion
- dowódca I batalionu – mjr dypl. Wacław Kobyliński
- adiutant – kpt. piech. Bolesław Brymora
- dowódca 1 kompanii strzeleckiej – por. Józef Roman Utnicki (początkowo kpt. Stanisław Nowicki)
  - dowódca II plutonu – ppor. Władysław Sadowski
- dowódca 2 kompanii strzeleckiej – por. Leonard Królak (początkowo kpt. Oktawiusz Jastrzębski)
- dowódca 3 kompanii strzeleckiej – kpt. Jan Bogusławski
- dowódca 1 kompanii ciężkich karabinów maszynowych – kpt. Tadeusz Schmidt
- dowódca kompanii gospodarczej – kpt. Adam Będzikowski (początkowo por. Stanisław Skałuba)

II batalion
- dowódca II batalionu – ppłk dypl. Władysław Dec
- adiutant - kpt. Rudolf Maria Neuman
- dowódca 1 kompanii strzeleckiej – kpt. Piotr Laurentowski
  - dowódca I plutonu - ppor. Hieronim Łagoda
  - dowódca II plutonu – ppor. rez. Stefan Radoliński
  - dowódca III plutonu - ppor. rez. Bohdan Radkiewicz
  - dowódca IV plutonu - ppor. rez. Adolf Kempny (Kępny) † 28 maja 1940 Ankenes
- dowódca 2 kompanii strzeleckiej – kpt. Andrzej Stańczyk
- dowódca 3 kompanii strzeleckiej – rtm. rez. dr Stefan Adam Zamoyski
- dowódca 2 kompanii ciężkich karabinów maszynowych – kpt. Aleksander Moreń
- dowódca kompanii gospodarczej – kpt. Jerzy Lüdtke

2 Półbrygada
- dowódca – płk Józef Kobyłecki
- szef sztabu – mjr dypl. piech. Ignacy Włostowski
- oficer sztabu – por. piech. Stefan Józef Drożak
- oficer sztabu – kpt. sap. Marian Młynarczyk
- oficer łącznikowy – kpt. piech. Cyprian Dobrowolski
- lekarz – kpt. lek. rez. dr Witold Moczarski
- lekarz weterynarii – kpt. lek. wet. Tadeusz Kołodyński
- kapelan – ks. kpl. Karol Brzoza
- dowódca kompanii sztabowej – rtm. Józef Jagielski
- dowódca plutonu łączności – ppor. rez. łączn. – Marian Jurkowski
- zastępca dowódcy plutonu łączności – pchor. łącz. rez. Józef Jachowicz
- pchor. rez. łączn. Henryk Jabłoński
- dowódca plutonu saperów – por. sap. Antoni Mokrzecki
- dowódca plutonu zwiadowców motocyklowych - ppor. kaw. Wacław Zaleski
- dowódca plutonu sanitarnego – ppor. farm. rez. Stefan Liskiewicz
- dowódca 2 kompanii broni towarzyszącej – kpt. Kazimierz Szternal
- dowódca plutonu – ppor. piech. rez. Mieczysław Pruszyński
- dowódca plutonu – ppor. piech. rez. Kazimierz Osuchowski
- dowódca plutonu – ppor. piech. rez. Zbigniew Łomnicki

III batalion
- dowódca III batalionu – ppłk Michał Maćkowski
- dowódca 1 kompanii strzeleckiej – kpt. Czesław Śledziak
- dowódca 1 plutonu – por. Bolesław Kontrym
- dowódca 2 kompanii strzeleckiej – kpt. Konrad Stępień
- dowódca 3 kompanii strzeleckiej – kpt. Leon Pacek
- dowódca 3 kompanii ciężkich karabinów maszynowych – kpt. Leszek Krzywda
- dowódca kompanii gospodarczej – kpt. Eustachy Idzikowski

IV batalion
- dowódca IV batalionu – mjr Arnold Jaskowski
- dowódca 1 kompanii strzeleckiej – kpt. Kazimierz Sulatycki
- dowódca I plutonu – por. Kosiński
- dowódca II plutonu – ppor. Edmund Nawert
- dowódca III plutonu – ppor. Adam Cieślak
- dowódca IV plutonu – ppor. piech. rez. Piotr Szewczyk
- dowódca 2 kompanii strzeleckiej – kpt. Bolesław Kudelski
- dowódca 3 kompanii strzeleckiej – kpt. Konrad Ambroziak
- dowódca 4 kompanii ciężkich karabinów maszynowych – por. Jan Serafin
- dowódca kompanii gospodarczej – kpt. Władysław Witrylak

Pododdziały brygadowe:
- dowódca kompanii sztabowej – rtm. Ludwik Kwiatkowski (początkowo rtm. Edmund Zieliński)
- dowódca kompanii łączności – mjr Józef Morkowski
- dowódca plutonu żandarmerii polowej nr 15 – ppor. rez. żan. Leonard Zub-Zdanowicz
- dowódca plutonu zwiadowców motocyklowych – ppor. rez. kaw. Józef Wyganowski
  - kpr. pchor. Jan Meysztowicz
- szef Sądu Polowego – kpt. aud. Władysław Tomaszewski
- kierownik poczty polowej – kpt. piech. Adam Pawłowski

## Kawalerowie Orderu Virtuti Militari
Naczelny Wódz rozkazem L.dz. 137/G.M./40 z 29 października 1940 nadał pośmiertnie Krzyż Srebrny Orderu Wojennego Virtuti Militari:
- kpt. Aleksander Moreń z II baonu (ur. 4 II 1906 w Garwolinie, zm. 28 V 1940)[11],
- ppor. rez. Adolf Kempny  z II baonu (ur. 30 VII 1911 w Suchej-Średniej, zm. 28 V 1940)[12],
- plut. Jan Drapniewski z I baonu (ur. 4 IV 1906 Osów, pow. wieluński, zm. 29 V 1940)[13],
- plut. Jan Gąstal z I baonu (ur. 15 I 1916, zm. 20 V 1940)[14][15],
- plut. Edward Jonczak z I baonu (ur. 17 VI 1917 Płowce, pow. nieszawski, zm. 27 V 1940)[16][17],
- kpr. pchor. Stanisław Pickman z I baonu (ur. 5 X 1904 Warszawa, zm. 31 V 1940)[11],
- kpr. pchor. Tadeusz Pec z IV baonu (ur. 9 III 1913 Antonówka Stara, pow. tomaszowski, zm. 29 V 1940)[11],
- strz. z cenzusem Stanisław Dutkiewicz z II baonu,
- st. strz. (?) Sylwester Mazur z I baonu[18],
- st. strz. Aleksander Popielak z dowództwa 2 Półbrygady (ur. 6 II 1905 Bochnia, zm. 29 V 1940)[11],
- strz. Kazimierz Ciapuła z dowództwa 2 Półbrygady (ur. 4 III 1915 Nowy Sącz, zm. 29 V 1940)[19],
- strz. Grzegorz Janeczek z dowództwa 2 Półbrygady (ur. 14 IV 1919 Chwateńsk, zm. 29 V 1940)[19],
- strz. Alfons Molski z II baonu (ur. 12 IV 1922 Brusy, zm. 28 V 1940)[11].

## Symbole brygady
Sztandar

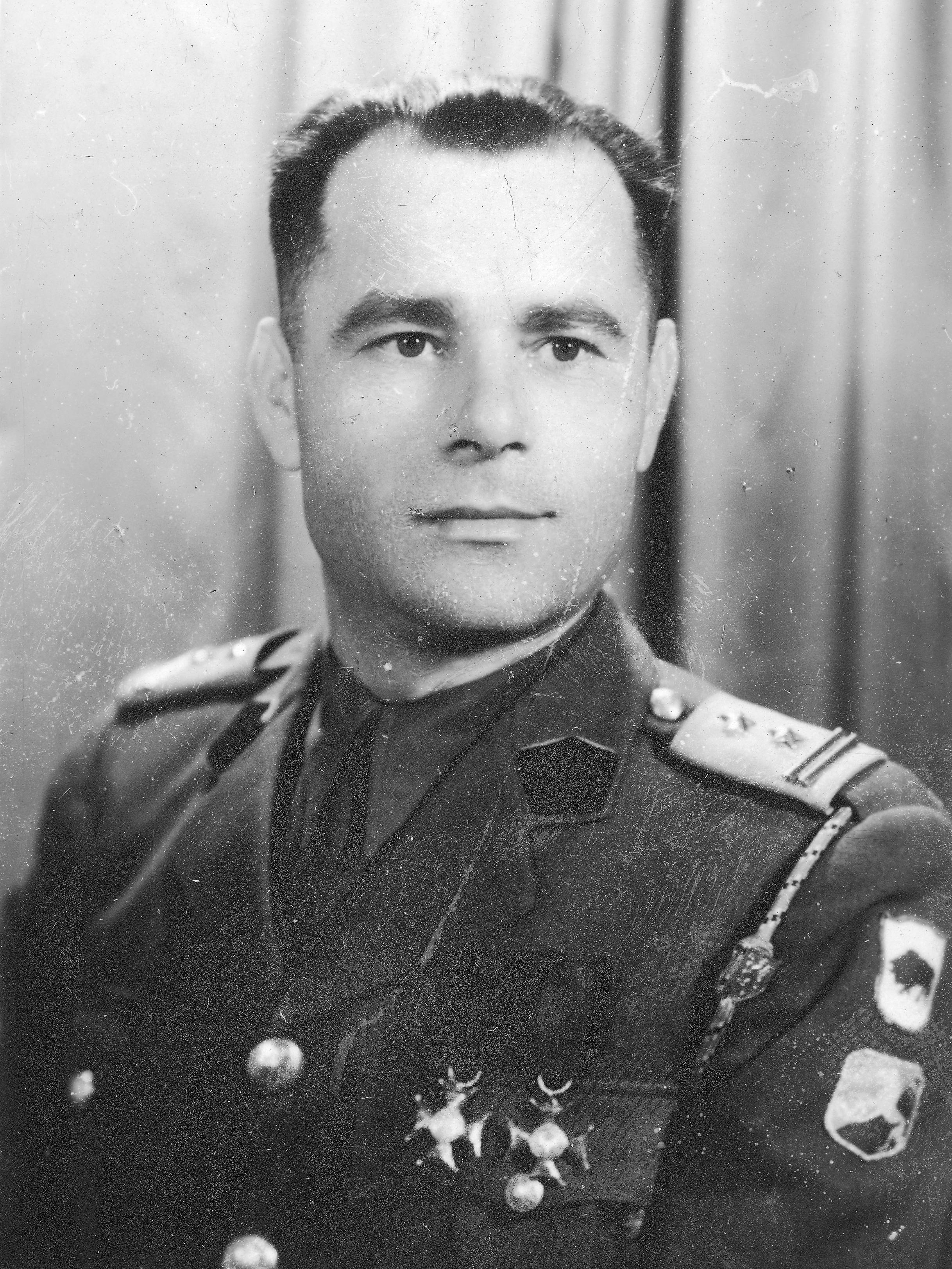
Ppłk Andrzej Stańczyk, uczestnik kampanii norweskiej, na jego mundurze widoczny norweski sznur naramienny

Sztandar, którego wzór został zatwierdzony w Dz. Rozk. Nr 4/1940 a ufundowany został przez biskupa polowego Wojska Polskiego ks. Józefa Gawlinę, został wręczony brygadzie 10 kwietnia 1940 przez gen. W. Sikorskiego we francuskiej miejscowości Malestroit. Po poświęceniu sztandaru pierwsze gwoździe w jego drzewce wbili: prezydent, Naczelny Wódz, biskup polowy i dowódca brygady. Następnie generał Sikorski wręczył sztandar pułkownikowi Bohuszowi odbierając od niego przysięgę na wierność barwom sztandaru. 
Za kampanię norweską, na podstawie Dekretu nr 181/V/40 z 19 lipca, Naczelny Wódz udekorował sztandar Krzyżem Virtuti Militari (21 lipca w Szkocji).
Sztandar nie dotrwał do końca wojny. W sierpniu 1944, podczas inwazji na Normandię, w wyniku bombardowania lotniczego, spłonął w pojeździe 1 Dywizji Pancernej, kontynuatorki tradycji brygady.
Odznaka
Odznaka zatwierdzona Dz. Rozk. NW i MSWojsk. nr 3, poz. 24 z 20 czerwca 1941.
Jednoczęściowa, wykonana w tombaku srebrzonym i oksydowana odznaka ma kształt kolistej 35 mm tarczy, na której umieszczono dwie skrzyżowane szarfy ozdobione na brzegu gałązkami jedliny. Na szarfy nałożone są dwie ciupagi. W centralnej części orzeł państwowy oraz inicjały BSP. Pod orłem znajduje się Order Virtuti Militari, a na obrzeżu tarczy wpisano nazwy trzech miejscowości – ANKENES NARVIK BEISFIORD i rok 1940.
Zapinana na agrafkę także z numerem na rewersie.
Sznur naramienny
W norweskich kolorach narodowych (czerwono-biało-niebieski) nadany w Londynie przez rząd norweski za udział w obronie tego kraju (Dz. Rozk. Nr 2/1941). Był noszony na lewym ramieniu – od naramiennika do klapy górnej lewej kieszeni.
- z węzłem i norweskim złotym lewkiem – dla uczestników walk w Norwegii;
- bez dodatkowych elementów dla pozostałych strzelców brygady[21].

## Tradycje
Jednostka wpisywała się w ciąg tradycji polskich jednostek górskich:
- Drużyny Podhalańskie (1913)
- pułki strzelców podhalańskich
- Dywizja Górska gen. Galicy (1920)
- 21 Dywizja Piechoty Górskiej (do 1939)
- 22 Dywizja Piechoty Górskiej (do 1939)

Do tradycji górskich nawiązywały Batalion Strzelców Podhalańskich 1 Dywizji Pancernej gen. Stanisława Maczka oraz pułki strzelców podhalańskich Armii Krajowej.
Kontynuatorką tradycji Brygady jest utworzona w 1993 21 Brygada Strzelców Podhalańskich.